# 迫

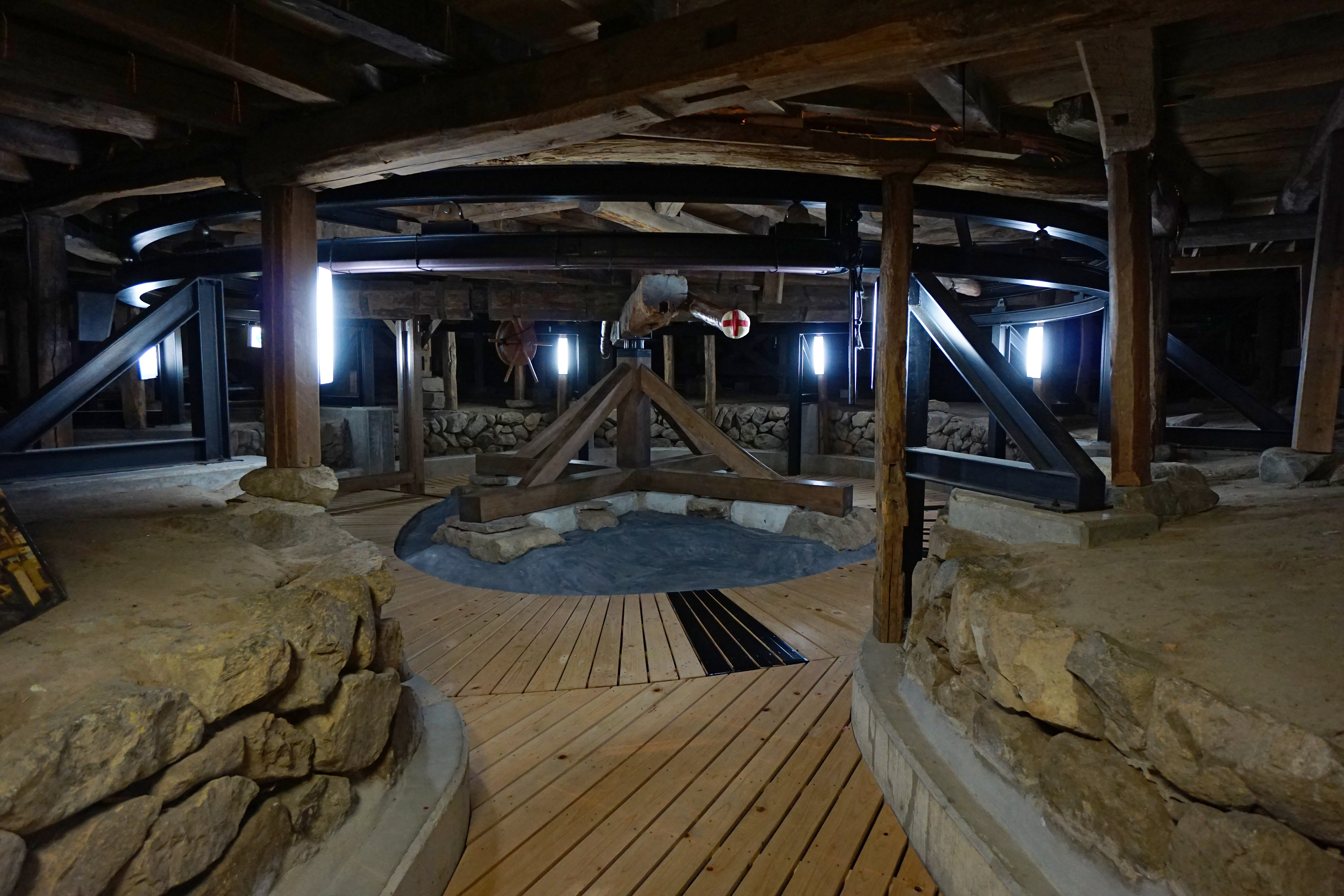
明治時代に造られた迫の機構（出石・永楽館）

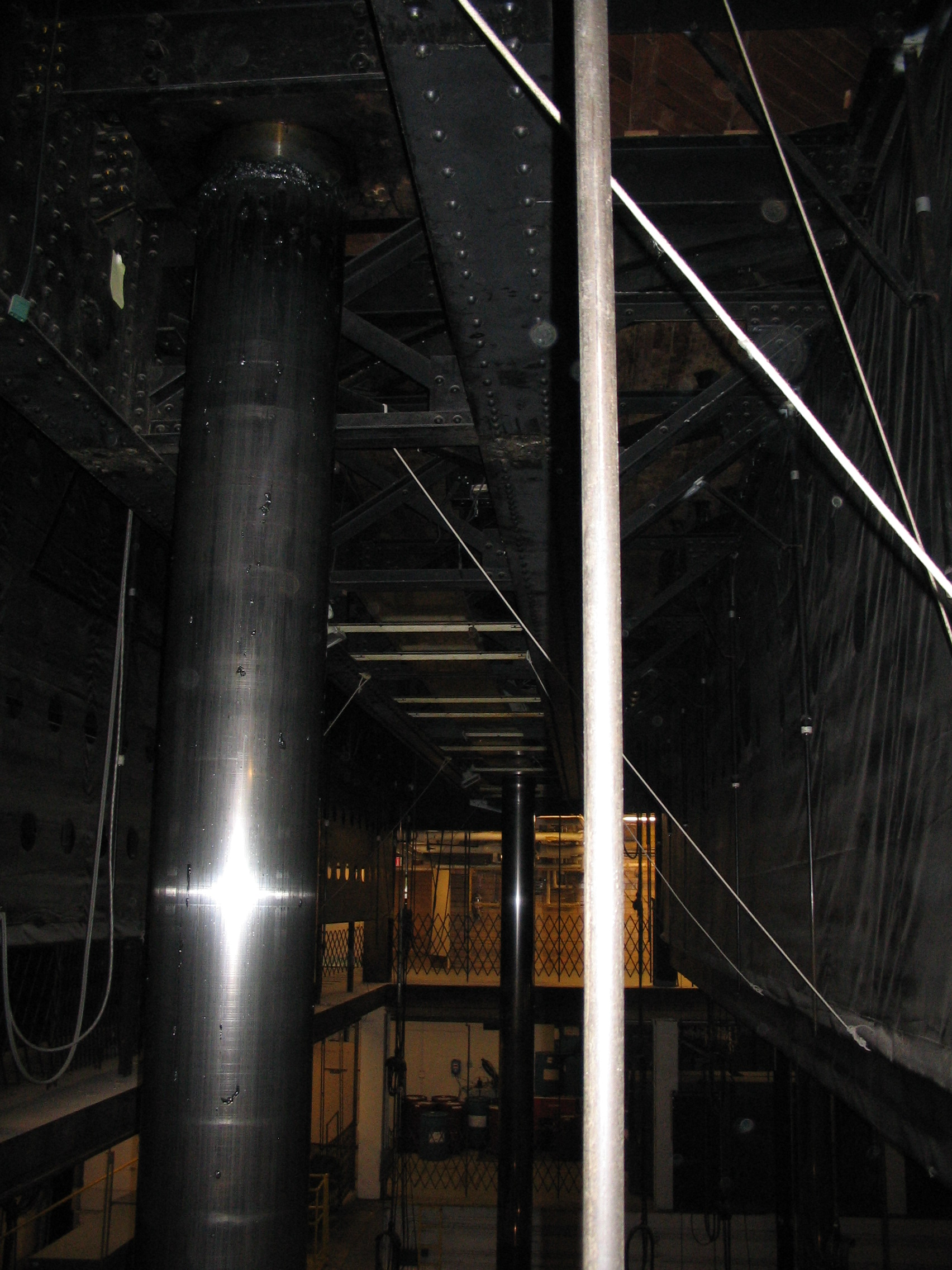
奈落の底から見たラジオシティ・ミュージックホールの大迫り

迫・迫り（せり）とは、舞台の床の一部をくりぬき、そこに昇降装置を施した舞台機構。役者や大道具を奈落から舞台上に押し上げたり（迫り上げ）、逆に奈落に引き下ろしたり（迫り下げ）することにより、意表をついた演出や迅速な舞台転換を可能とする。

## 概要
ローマ帝国の第11代皇帝ドミティアヌスは、コロッセオの地下部分に人力リフトを設ける等の増築を行い、猛獣や剣闘士を競技場へ迫り上げて登場させるのに使用していたと考えられている。コロッセオには人力リフトの巻き上げ機跡も残っており、およそ30基のリフトがあったことが解っている。
歌舞伎では、宝暦3年（1753年）に大坂の狂言作者・並木正三の考案によってはじめて舞台に取り付けられたといわれている。大道具を上下させる「大迫り（おおぜり）」と役者を上下させる「小迫り（こぜり）」があり、いずれも人力で昇降させていた。並木正三はさらに宝暦8年には廻り舞台を考案しているが、のちには複数の大迫り・小迫りが廻り舞台の中に設けられるようになると、舞台機構は飛躍的に複雑なものとなった。
1759年にはすっぽんと呼ばれる迫りが設けられた。主として、花道の下の奈落から花道へ役者が登場するための小型の迫りである。歌舞伎の約束ではここから登場するのは、幽霊や化身（狐が化けた人間など）である。
近代になると日本国外においても迫りが盛んに用いられるようになる。動力も人力から電動となり、また演劇の舞台に限らずコンサートホールなどでも用いられるようになった。アメリカのニューヨーク市にあるラジオシティ・ミュージックホールの舞台には4基の迫りがあり、そのうちの1基は舞台のかなりの面積を占める「オーケストラ迫り」で、あとの3基が舞台後方に位置する小迫りである。オーケストラ迫りは大人数のオーケストラや役者を一度に迫り上げることもあるので、強力な昇降力を備えている。